# Mariańskie Łaźnie
Mariańskie Łaźnie (cz. Mariánské Lázně, niem. Marienbad) – miasto w Czechach, w kraju karlowarskim. Według danych z 31 grudnia 2007 powierzchnia miasta wynosiła 5181 ha, a liczba jego mieszkańców 13 915 osób.

## Historia
Mariańskie Łaźnie, do II wojny światowej znane głównie pod swoją niemiecką nazwą Marienbad, są stosunkowo młodym uzdrowiskiem: w 1814 r. były tu jedynie dwa budynki dla kuracjuszy. Tym nie mniej szybko stały się znanym ośrodkiem kuracyjno-wypoczynkowym, popularnym zwłaszcza wśród wyższych sfer. W latach 1821-1823 przyjeżdżał tu Johann Wolfgang von Goethe, który tu poznał młodziutką Ulrykę von Levetzow. Pamiątką po jego pobytach jest wystawiony w 1849 r. kamienny obelisk w lesie na stoku wzgórza Hamelika, w miejscu zwanym Goethe's Sitz (cz. Goethovo odpočívadlo). Pod koniec lipca 1836 roku był tu Zygmunt Krasiński. W tym samym roku uzdrowisko odwiedził Fryderyk Chopin. Jego pobyt upamiętnia obelisk z medalionem przedstawiającym profil twarzy kompozytora, odsłonięty w 1960 roku, w 150. rocznicę urodzin Chopina, w parku zdrojowym w pobliżu Nowych Łaźni.
W roku 1842 na sześciotygodniowej kuracji przebywała tu Łucja Rautenstrauchowa, która w wydanym dwa lata później reportażu pt. „Miasta, góry i doliny” (T. 1) tak scharakteryzowała uzdrowisko, przeciwstawiając je jednocześnie bardziej „miejskiemu” Karlsbadowi: Marienbad nie jest miasteczkiem, ani nawet wioską. Jest to raczéj duży park a wpośród niego główne źródło Kreutzbrunn, z długą ulicą dwóma rzędami drzew cienioną, dla przechadzki pijących, nieco opodal domy to rzędem, to na osobności stojące; lecz żadnéj nietworzące ulicy. Między niemi zielona darń, oświeżona szumnym strumykiem środkiem się wijącym, i klombami kwiatów i drzew, w cieniu których tysiące ławek, altanek, schronień (..) Wewnętrzny nawet rozkład domów, na jeden (...) sposób stawianych, równie, jak i całe to ustronie zdaje się mieć jedynie wygodę chorych na celu. Znaczną część gości uzdrowiska stanowili wówczas Niemcy, co Rautenstrauchowa tak skomentowała: Ferdinandsbrunn o pół godziny pieszéj drogi od Marienbadu, gdzie obok żelaznego źródła jest zaraz i kawa (ta ambrozya dla Niemców) równie, jak i kawiarnia przy młynie, głównemi były przechadzek celami.
Karlsbad odwiedzany był chętnie przez europejskich monarchów i arystokratów: do tutejszych wód przyjeżdżali między innymi władcy Niemiec i Wielkiej Brytanii. Był to ulubiony kurort księcia Walii, późniejszego brytyjskiego króla Edwarda VII Jego imieniem nazwano jedno z dwóch źródeł mineralnych, usytuowane przez hotelem „Cristal Palace” w centrum uzdrowiska.
W latach międzywojennych ogromna większość gości przyjeżdżała tu z zagranicy: w roku 1930 na 39,4 tys. przyjezdnych aż 87,7 % stanowili goście zagraniczni (był to najwyższy wskaźnik ze wszystkich uzdrowisk ówczesnej Czechosłowacji). Marienbad był także popularnym celem wycieczek turystycznych w międzywojennej Polsce.
W 1902 uruchomiono linię tramwajową, którą zlikwidowano w 1952, a w jej miejsce powstała sieć trolejbusowa funkcjonująca do dziś.
Mariańskie Łaźnie zostały ukazane w wielu dziełach kultury, między innymi we francuskim filmie Zeszłego roku w Marienbadzie oraz w powieści polskiej pisarki emigracyjnej Krystyny Kaplan pt. Zdarzyło się w Marienbadzie.

## Demografia
| Rok             | 1970   | 1980   | 1991   | 2001   | 2003   |
| --------------- | ------ | ------ | ------ | ------ | ------ |
| Liczba ludności | 13 559 | 14 930 | 15 382 | 14 741 | 14 277 |

Źródło: Czeski Urząd Statystyczny

## Zabytki
W mieście jest 138-metrowa neobarokowa żeliwna kolumnada z 1889 roku.

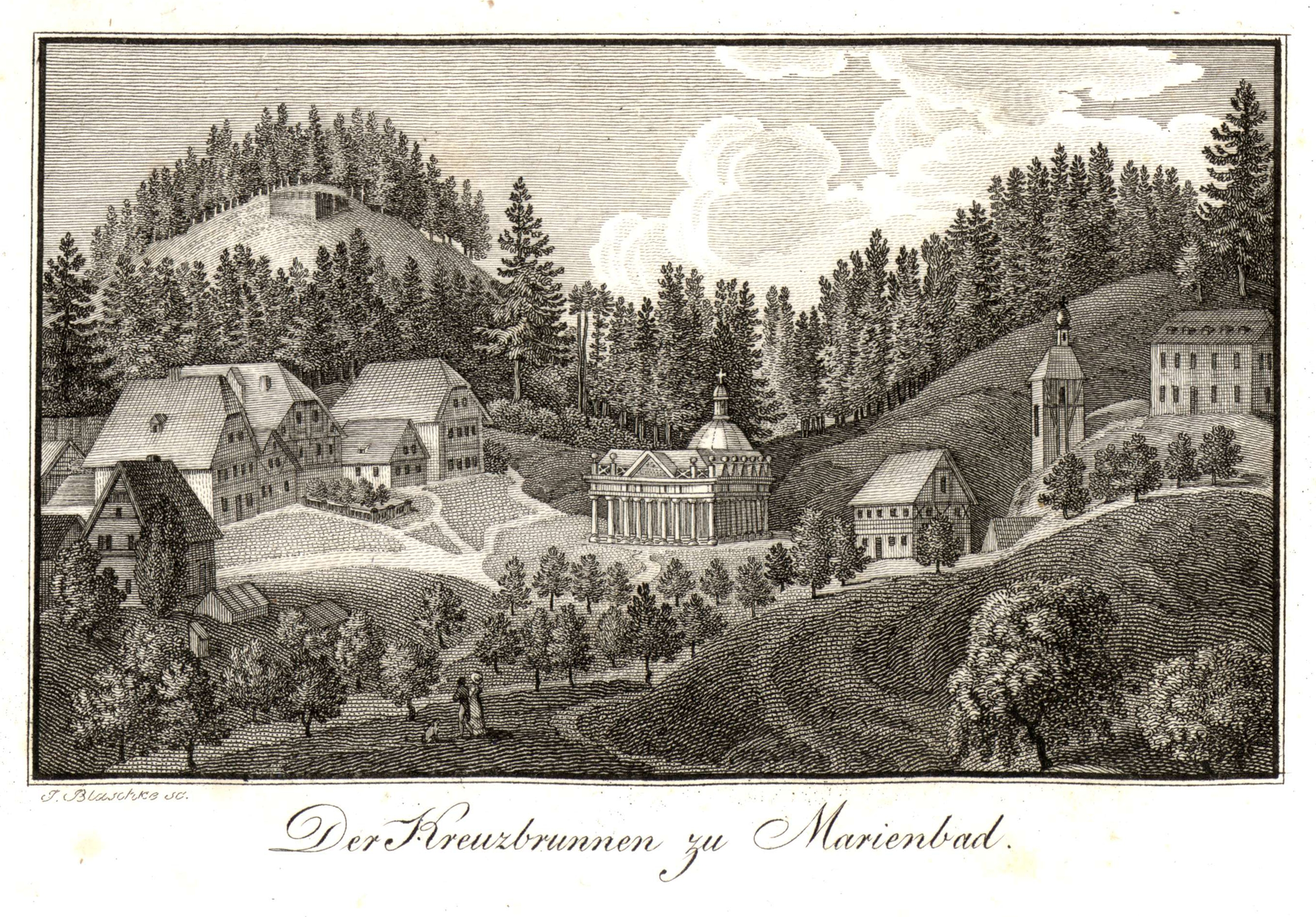
Mariánské Lázně, 1815

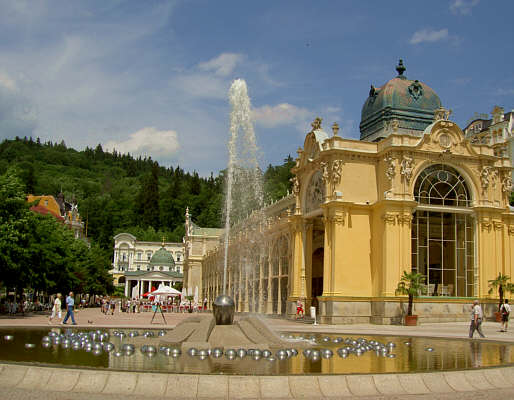
Mariańskie Łaźnie – kolumnada i grająca fontanna

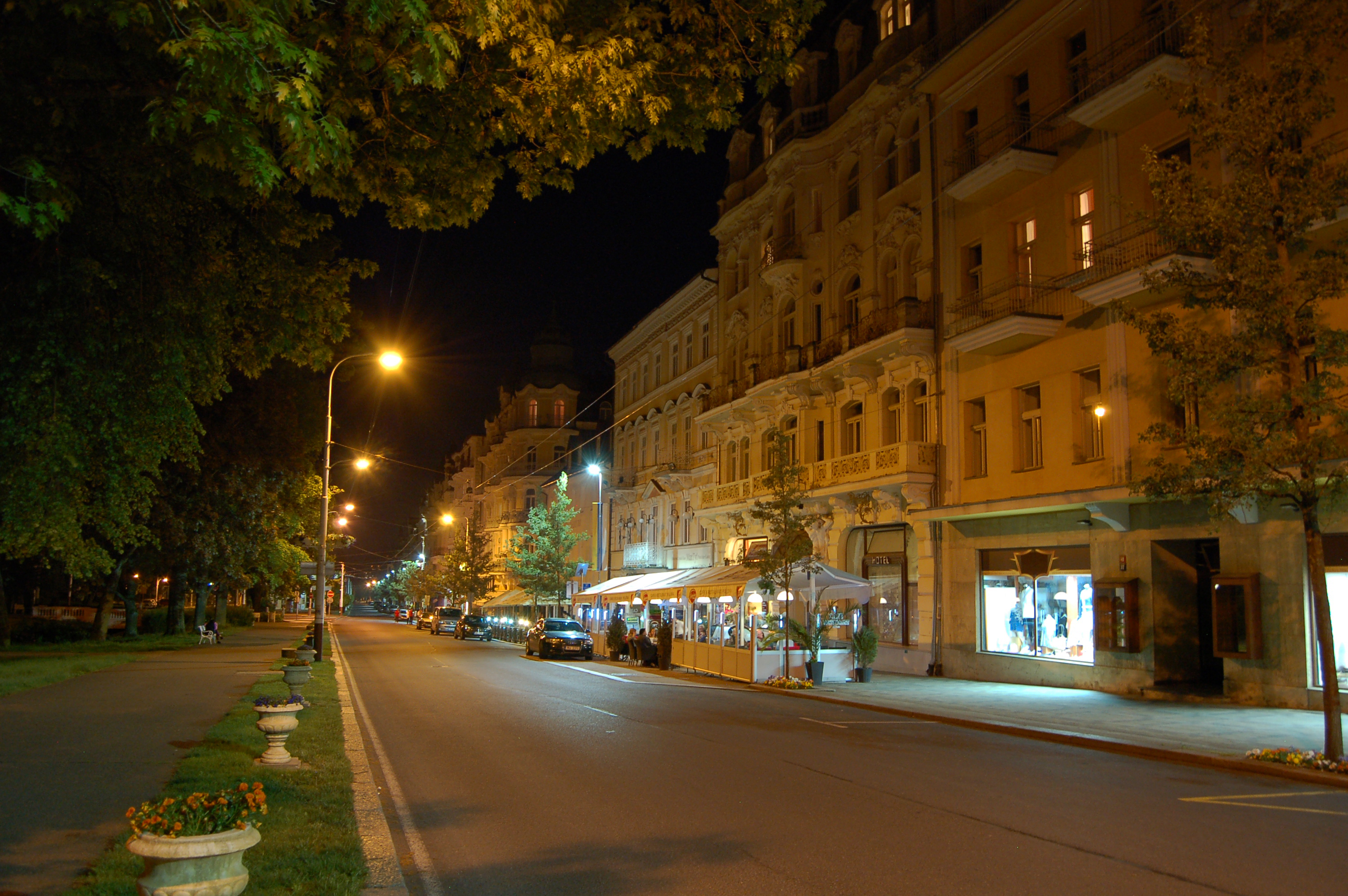
Mariańskie Łaźnie - ulica Główna

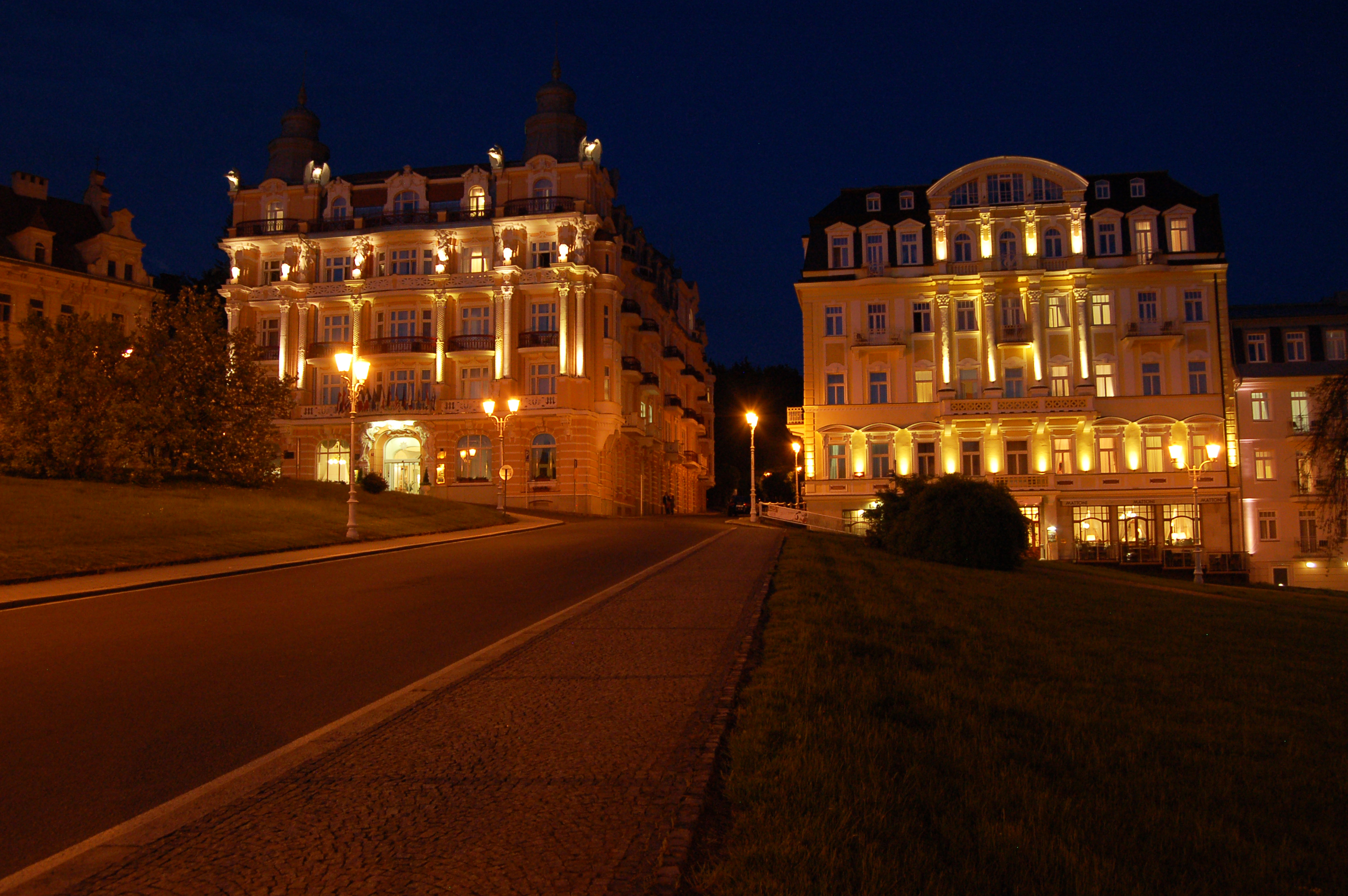
Mariańskie Łaźnie - hotele Gwiazda i Imperial